# Абрамов, Александр Алексеевич
Алекса́ндр Алексе́евич Абра́мов (21 марта 1904—17 декабря 1977) — советский политический и военный деятель, участник Великой Отечественной войны, полковник.

## Биография
Родился 21 марта 1904 года в Гороховце Владимирской губернии в семье русского портного.
С октября 1921 г. заведующий Клубной секцией Гороховецкого уездного отдела Политического просвещения. С февраля 1922 г. в Гороховецком уездном комитете РКСМ. С мая по октябрь 1922 г. сотрудник при уполномоченном ОГПУ. С мая 1922 года по май 1923 года — член бюро, а с мая 1923 г. ответственный секретарь Гороховецкого уездного комитета РКСМ. С июня 1924 г. заведующий учётом, заместитель заведующего Организационно-инструкторским отделом Владимирского губернского комитета РКСМ. С июня 1924 г. член РКП(б). С сентября 1925 г. ответственный секретарь Муромского уездного комитета РЛКСМ. С апреля 1926 г. помощник секретаря Владимирского губернского комитета ВКП(б).
С 15 октября 1926 г. в РККА красноармеец и младший командир отдельной роты связи 14-й стрелковой дивизии во Владимире по октябрь 1928 г.
С октября 1928 г. инспектор политпросветработы Вязниковского районного отдела народного образования, с декабря 1929 г. заместитель заведующего Агитационно-пропагандистским отделом Вязниковского районного комитета ВКП(б) и инструктор Исполнительного комитета Вязниковского районного Совета. С февраля 1930 г. ответсекретарь районного исполнительного комитета и секретарь партийной коллегии фабрики «Парижская коммуна». С апреля 1931 г. инструктор Исполнительного комитета Ивановского Промышленного областного Совета.
С сентября 1932 г. по сентябрь 1935 г. учился в Высшем сельскохозяйственном коммунистическом университете имени Я. М. Свердлова. С сентября 1935 г. по 1937 год слушатель историко-партийного отделения в Институте Красной профессуры.
С декабря 1937 г. ответственный организатор Отдела руководящих партийных органов ЦК ВКП(б).
С июля 1938 года по сентябрь 1941 года — 2-й секретарь Калининского областного комитета ВКП(б).
Участник Великой Отечественной войны с сентября 1941 года по май 1943 года — в звании полкового комиссара был членом Военного Совета Оперативной группы гвардейских миномётных частей (Северо-Западный, Волховский, Калининский фронт). В октябре 1942 г. в Вооружённых сила СССР было введено полное единоначалие и отмена института военных комиссаров, в связи с чем переаттестован в декабре 1942 года в полковника. Получил ранение и отправлен на излечение. С апреля по октябрь 1943 г. на излечении по болезни в госпиталях в г. Калинин и г. Мары Туркменской ССР. С октября 1943 г. по март 1944 г. слушатель Особых курсов при Военной академии им. М.В. Фрунзе. С марта 1944 г. по ноябрь 1946 г. начальник Политуправления Приволжского военного округа. 
С ноября 1946 г. по январь 1950 г. заместитель начальника Управления информации Советской военной администрации в Германии. С января по апрель 1950 г. в резерве Главного политического управления Военного министерства СССР. С апреля 1950 г. по апрель 1953 г. начальник политического отдела Научно-исследовательского института № 3 Академии Артиллерийских Наук Военного министерства СССР. С апреля 1953 г. по июль 1956 г. начальник политотдела и заместитель по политчасти командующего спецчастей войск ПВО. С июля 1956 г. на пенсии, с марта 1968 г. персональный пенсионер союзного значения в Москве. Умер в Москве 17 декабря 1977 года. Похоронен на родине, на Братском кладбище в г. Гороховец.

## Воинские звания
Полковой комиссар — 1941;
Полковник — 1942.

## Награды
Орден Ленина (24.03.1942);
Орден Красной Звезды (26.10.1955);
Медаль «За оборону Москвы» (01.05.1944);
Медаль «За победу над Германией в Великой Отечественной войне 1941–1945 гг.» (09.05.1945).